# Buda (planeta)

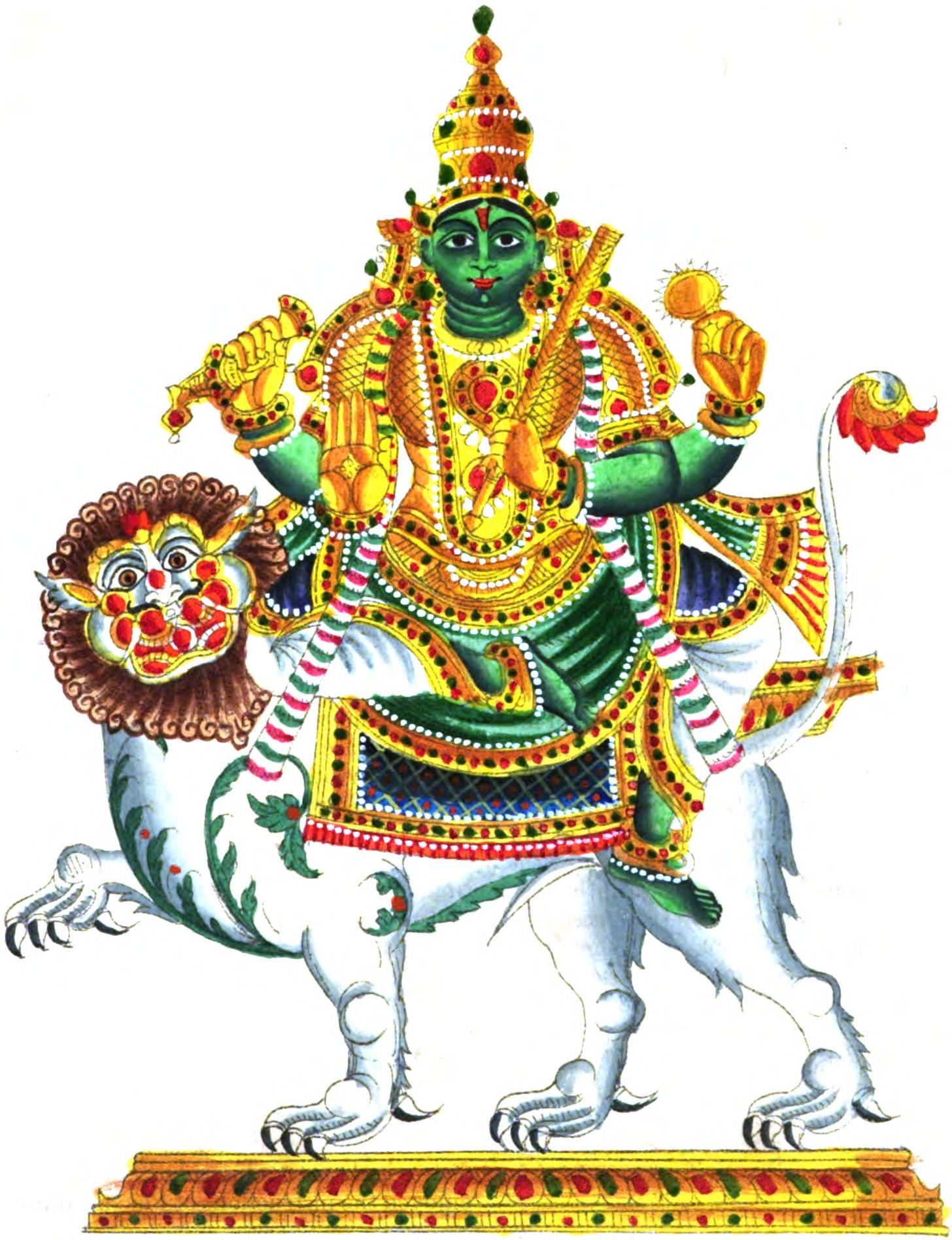
Buda

Buda, na astrologia hindu, é o planeta Mercúrio, um filho de Chandra (a lua) com Tara.